# Apatane
Apatane je stará jednotka objemu používaná na Filipínách. Její hodnota činí 93,84 ml a tvoří 1/4 jednotky čupa.